# Podągi

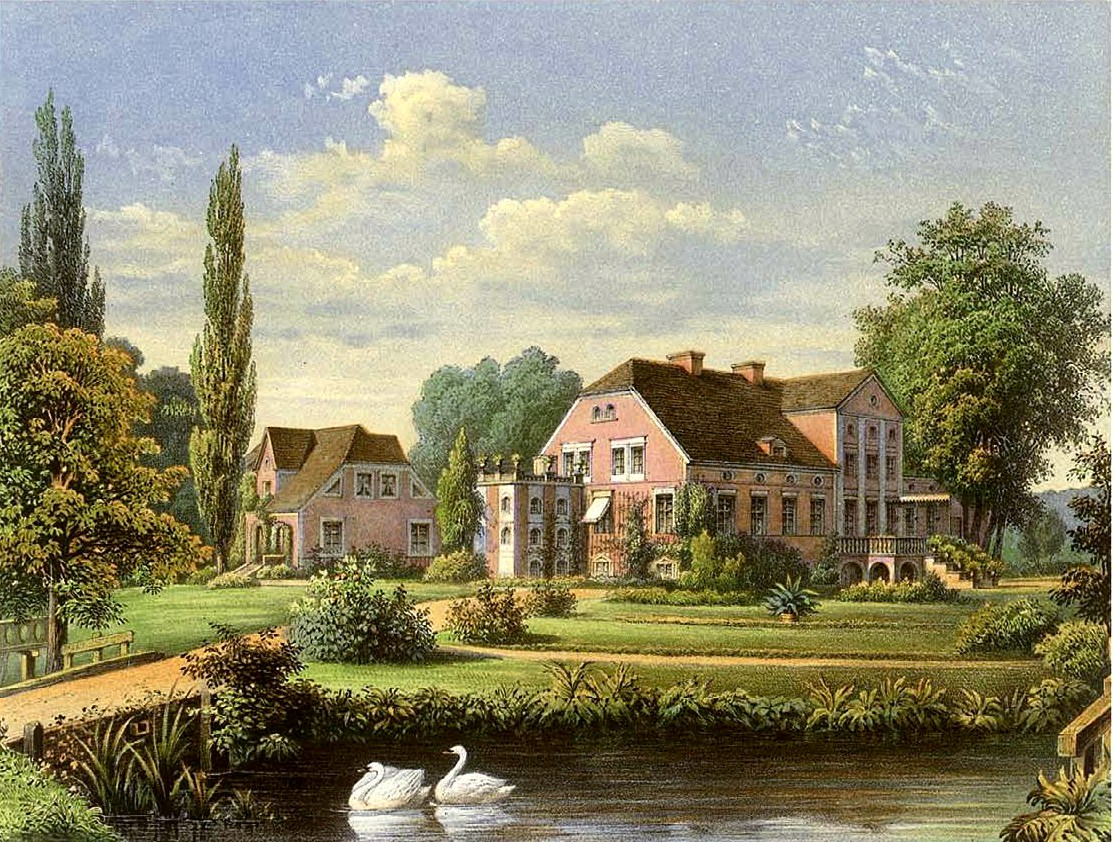
Rittergut Podangen um 1860, Sammlung Alexander Duncker

Podągi (deutsch Podangen) ist ein Ort in der polnischen Woiwodschaft Ermland-Masuren.  Er gehört zur Landgemeinde Godkowo (Göttchendorf) im Powiat Elbląski (Elbinger Kreis).

## Geschichte
Podangen war ein Allodial-Rittergut, das 1339 als „Padangmen“ (später auch „Podangin“) erstmals urkundlich erwähnt wurde und im ehemaligen Kreis Preußisch Holland am „Flüsschen Passarge“ im sogenannten „Oberland“ Ostpreußens gelegen war. Spätere Zugehörigkeiten lauteten Kreis Preußisch-Holland, Regierungsbezirk Königsberg, Provinz Preußen.
Dieses Gut befand sich ab 1551 zunächst im Pfandbesitz der Familie von Saucken, der es 1577 vom Herzog von Preußen verschrieben wurde. Diese Familie erwarb 1635 die Vorwerke Rottehnen (auch „Ruttenen“) und Corneinen hinzu. Von der verwitweten Anna Catharina von Saucken erwarb 1663 der kurfürstlich-brandenburgische Obrist und Hauptmann zu Balga Elias von Kanitz Podangen, der den Besitz 1670 durch weitere Zukäufe (Lomp und Gemitten) erweiterte. Podangen blieb bis zum Einmarsch der Roten Armee im Januar 1945 im Eigentum dieser 1798 in den Grafenstand erhobenen Familie.
1701 wurde in Podangen vom seinerzeitigen Oberburggrafen Friedrich Wilhelm von Kanitz ein Herrenhaus in einem Stil erbaut, der einer Übergangsform vom Typ Willkühnen zum Typ Neudeck entsprach und im 19. Jahrhundert spätklassizistisch erweitert wurde. Der Besitz Podangen umfasste aufgrund von Zukäufen und anderen Erwerben zu Beginn des 19. Jahrhunderts die Güter Maulfritzen, Wickerau, Paulken, Carneyen, Wilknitt, Lichtenfeld, Arnau und Pluttwinnen.
Aufgrund der mehrfachen, auf dem Boden der Provinz Ostpreußen ausgetragenen kriegerischen Auseinandersetzungen in den Jahren 1806/1807 und 1812/1813 erlitt Podangen erhebliche Kriegsschäden, die in den persönlichen Aufzeichnungen des damaligen Besitzers, Graf Carl Wilhelm Alexander von Kanitz (1745–1824), eindrucksvoll dokumentiert sind. Die seinerzeit bestehende Hoffnung auf eine Vergütung der erlittenen Kriegsschäden erfüllte sich nicht. Ein Nachfahre (Graf Hans Wilhelm Alexander von Kanitz) schreibt: „Durch die zweimalige Devastierung der Podanger wie der anderen Güter des Grafen Carl Wilhelm Alexander von Kanitz, wozu noch die Kosten der Equipierung seiner in den Krieg ziehenden Söhne kamen, wurden dessen Vermögensverhältnisse völlig zerrüttet und geriet er im Jahre 1815 in Concurs – er teilte somit das Schicksal der meisten ostpreußischen Grundbesitzer in jener Zeit.“
Den drei überlebenden Söhnen, darunter der spätere preußische General und Kriegsminister Karl August Wilhelm Graf von Kanitz, gelang es aber, zumindest die Güter Podangen und Maulfritzen, den Kernbestand des ehemaligen Kanitz’schen Besitzes, mit Hilfe eines vom preußischen König bewilligten Staatsdarlehens („Retablissement-Kapitals“) von 20.000 Talern aus der Subhastation (Zwangsversteigerung) 1818 zurückzuerwerben. Über die Frage, welcher der drei Brüder nach dem Tode des Vaters den Besitz von Podangen antreten sollte, entschied das Los, das dem ältesten Sohn Alexander zufiel, an den die beiden jüngeren Brüder ihre Besitzanteile sodann 1826 verkauften.
Für den am 6. September 1813 in der Schlacht bei Dennewitz gefallenen Grafen Carl Johann Ehrhard von Kanitz, einen weiteren Sohn des Grafen Carl Wilhelm Alexander von Kanitz, wurde später ein Gedenkkreuz in den Bogengängen des Gutsgartens aufgestellt. Der Gefallene ist in dem Lied des Dichters Max von Schenkendorf „Von den drei Grafen“ gewürdigt.
Am 20. Juni 1854 nächtigte der König von Preußen auf dem Gut als Gast des seinerzeitigen Besitzers Graf Emil Carl Ferdinand von Kanitz, königlicher General-Landschafts-Direktor von Ostpreußen.
Erwähnenswert ist der Erwerb des benachbarten Gutes Tüngen (Bogatyńskie) durch den Grafen Hans von Kanitz (1841–1913) im Jahr 1882, das seiner Frau, Marie Gräfin von Kanitz, geb. Gräfin von Bismarck-Bohlen, bis zu ihrem Tode (1929) als Witwensitz diente.
Letzter Besitzer von Podangen vor 1945 war der Reichsminister a. D. Gerhard Graf von Kanitz.

## Persönlichkeiten
- Elias von Kanitz (1617–1674), kurbrandenburgischer Obrist und Hauptmann zu Balga
- Friedrich Wilhelm von Kanitz (1656–1719), Wirklicher Geheimer Rat, Oberburggraf
- August von Kanitz (1783–1852), preußischer Generalleutnant und Kriegsminister
- Hans von Kanitz (1841–1913), Mitglied des preußischen Abgeordnetenhauses, des Reichstags und Besitzer von Podangen
- Wilhelm von Kanitz (1846–1912), preußischer Generalleutnant
- Alexander von Kanitz (1848–1940), preußischer Generalleutnant
- Gerhard Graf von Kanitz (1885–1949), Reichsminister für Ernährung und Landwirtschaft
- Hans Graf von Kanitz (1893–1968), deutscher Generalmajor, Begründer des „Sternbriefkreises“ christlicher Offiziere